# Tarjei Vesaas
Tarjei Vesaas (Vinje, 1897. augusztus 20. –‎ Rikshospitalet, 1970. március 15.) norvég költő és regényíró. Vesaast széles körben a huszadik század egyik legnagyobb norvég írójaként tartják számon, és a második világháború óta talán a legjelentősebb íróként.
Vesaas műveit egyszerű, tömör és szimbolikus próza jellemzi. Történeteiben gyakran szerepelnek vidéki emberek, akik súlyos lelki változásokon mennek keresztül. E művekre jellemző az igényes norvég táj és olyan témák használata, mint a bűntudat és a halál. A nynorsk nyelv mesteri elsajátítása hozzájárult ahhoz, hogy a nynorsk nyelvet a világirodalom egyik médiumaként fogadták el.
A termékeny író számos díjat kapott, többek között 1943-ban a Gyldendal-díjat, 1957-ben pedig a Dobloug-díjat. 57 alkalommal jelölték irodalmi Nobel-díjra (1946-ban egyszer, 1950 és 1970 között pedig gyakran minden évben többször is).
Regényeit 28 nyelvre fordították le. Számos könyvét lefordították angolra - közülük sokat a Peter Owen Kiadó adott ki -, köztük a Spring Night, The Birds, Through Naked Branches, és The Ice Palace.

## Életrajza
Vesaas a norvégiai Telemark megyei Vinjében született Olav Vesaas (1870-1951) földműves és Signe Øygarden (1870-1953) tanár gyermekeként. Három fiú közül ő volt a legidősebb, és bűntudata volt, hogy nem volt hajlandó átvenni a családi gazdaságot, amely közel 300 éve a család tulajdonában volt. Tizennégy évesen kénytelen volt otthagyni az iskolát, és soha nem részesült felsőfokú oktatásban, kivéve egy évet a Voss Népfőiskolában 1917-18 között. Lars Eskeland, Vesaas tanára a Voss Folkban, lefordította Rabindranath Tagore néhány írását; ezek később hatással voltak Vesaas írói stílusára.
Ifjúkorának nagy részét magányosan töltötte, vigaszt és vigaszt keresett a természetben. Feleségül vette Halldis Moren Vesaas írónőt (Sven Moren lányát és Sigmund Moren nővérét), és 1934-ben Midtbø-be, szülőhelye, Vinje kerületébe költözött. Két gyermekük született: egy fiú, Olav Vesaas és egy lány, Guri Vesaas.

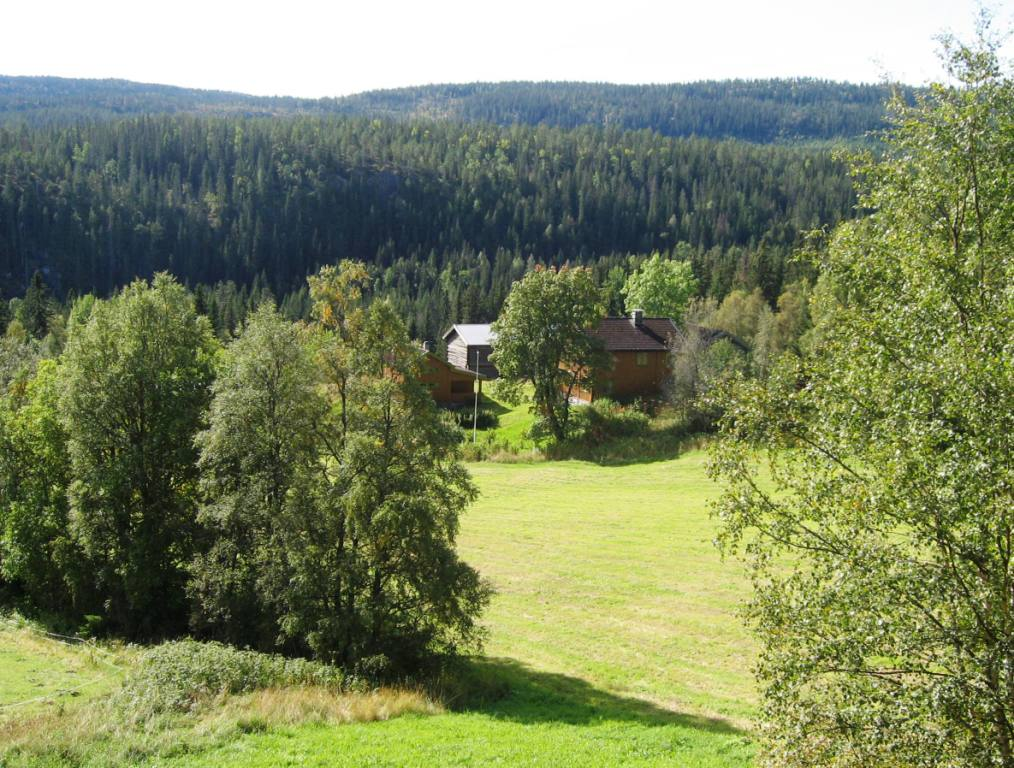
Midtbø Vinje-ben, Tarjei Vesaas író és Halldis Moren Vesaas költő otthona.

## Pályafutása

### 1923-1933
Korai írásai a neoromantikus hagyományra összpontosítottak, kiemelkedő vallásos érzelmekkel. E korai művekre számos írói hatás érte, többek között Rabindranath Tagore; Rudyard Kipling; Selma Lagerlöf, különösen a Gösta Berling Saga; Knut Hamsun, különösen a Pan és a Victoria című neoromantikus regényei; Henrik Ibsen; és Hans E. Kinck. Edith Södergran versei hatására egyre inkább a szabad versforma felé mozdult el; Olav Aukrust, Olav Nygard és Olaf Bull szintén költői inspirációt jelentettek számára..
Vesaas az 1920-as évek elején adta el első novelláit egy folyóiratnak. Első regényírói kísérletét a kiadók elutasították, és tűzre vetették. 1923-ban debütált a Menneskebonn (Az ember gyermekei) című regényével. A regény egy fiú történetét meséli el, aki elveszíti szüleit és szeretőjét, mégis hisz abban, hogy fontos, hogy jó legyen. Egy évvel később jelent meg második regénye, a Sendemann Huskuld (Huskuld, a hírnök), amely egy falusi különc történetét meséli el, akinek utolsó éveit feldobja, hogy összebarátkozik egy kisgyerekkel, akit az anyja elhagyott. 1925-ben és 1926-ban Vesaas regényei, a Grindegard: Morgonen (Grinde farm) és Grinde-kveld, eller Den gode engelen (Este Grindében, avagy a jó angyal) című regényei jelentek meg.
Első sikeres regénye a Dei svarte hestane (Fekete lovak) 1928-as megjelenése volt, miután korábbi műveit negatív kritika érte. Ez egyben a realizmus és a kortudatosság növekedését is jelentette Vesaas regényeiben. A következő évben jelent meg első novelláskötete, a Klokka i haugen (A harang a dombon), amely hét, kifejezetten a gyűjtemény számára írt novellát tartalmazott. Ez volt az első olyan könyve, amelyet más nyelvre is lefordítottak.
1930-ban Vesaas kiadta a Fars reise (Apám utazása) című regényt, a Klas Dyregodt főhősre összpontosító tetralógia első kötetét. A sorozat második és harmadik könyve, a Sigrid Stallbrokk és a Dei ukjende mennene (Az ismeretlen férfiak) 1931-ben, illetve 1932-ben jelent meg. 1932-ben a sorozat utolsó regénye, a Hjarta høyrer sine heimlandstonar (A szív hallja a szülőföld zenéjét), bár eredetileg trilógiának szánták, hat évvel később, 1938-ban jelent meg. Ez sokkal könnyedebb hangvételű, mint az első három regény.
1933-ban jelent meg Sandeltreet (A szantálfa) című regénye. A könyv 1933 nyarán, Vesaas utolsó külföldi útja után néhány hét alatt íródott. A középpontjában egy terhes nő áll, aki úgy véli, hogy nem fogja túlélni a szülést, ezért útra kel, hogy minél többet megtapasztaljon az életből.

### Irodalmi áttörés és siker (1934-1939)
Vesaas áttörését 1934-ben a Det store spelet (A nagy ciklus) hozta meg, amelyet a korabeli kritika elismerően méltatott. A folytatás, a Kvinnor ropar heim (A nők hazahívnak) egy évvel később, 1935-ben jelent meg.
Szintén 1934-ben jelent meg Vesaas második darabja, az Ultimatum, amelyet elsősorban két évvel korábban, 1932 szeptemberében Strasbourgban írt. Az Ultimatum egy csoport fiatal reakcióit állítja középpontba, közvetlenül a háború kitörése előtt. A darabban egy villogó neonfelirat szerepel, amelyet Vesaas a Németországban tett utazásai során látott színpadi effektek alapján adaptált. A darabot Vesaas ijedt reakciója ihlette, amikor német katonák masíroztak és horogkeresztet tartottak a kezükben. A norvég közönség nem fogadta jól, amikor először bemutatták az oslói Norvég Színházban.
Két évvel később jelent meg Vesaas második novelláskötete, a Leiret og hjulet (Az agyag és a kerék). A novellák többsége a vidéki élet aspektusaival foglalkozik.

### Kísérletezés (1940-1956)
Vesaas Kimen (A mag) című regényét gyakran választóvonalnak tekintik korábbi realista regényei és későbbi, szimbolikusabb és kísérletezőbb művei között. Vesaas így nyilatkozott: „Könyveim között a Kimen választóvonalként áll. Nem így terveztem, de valami olyan szörnyű és hihetetlen dolog történt, ami egyszerűen magával hozta az írás új módját. ... Valamiféle újfajta reakciót a dolgokra." A regény 1940 nyarán, Norvégia német megszállásának első hónapjaiban íródott.
1945 telén és tavaszán Vesaas megírta következő regényét, a Huset i mørkret (Ház a sötétben) című allegorikus regényét a német megszállásról és a norvég ellenállási mozgalomról a második világháború idején. A kézirat birtoklásával járó veszélyek miatt a megszállás végéig, 1945 májusáig egy horganyos dobozban rejtették el. A könyv még az év őszén jelent meg. A Kjeldene (Források), első verseskötete 1946-ban jelent meg. 1931-ben felesége, Halldis Moren adott neki egy verses gyűjteményt Edith Södergrantól; ezek inspirálták Vesaas-t, hogy maga kezdjen el verset írni. Kezdeti próbálkozásai sikertelenek voltak, emiatt elfordult a költészettől. Tizennégy évvel később azonban újra fellángolt a költészet iránti szenvedélye, és megírta a Kjeldene-t.
Szintén 1946-ban jelent meg Vesaas Bleikeplassen (A fehérítő hely) című regénye. A könyv a Vaskehuset című, kiadatlan drámájának alaposan átdolgozott változata, amelyet hat évvel korábban visszavont a nyilvános bemutatójáról. Egy évvel később megjelent második verseskötete, a Leiken og lynet (A játék és a villám). A gyűjtemény volt az első alkalom, amikor Vesaas költészetében a szabadvers dominált, nagyrészt Södergran költői hatására.
1948-ban jelent meg Tårnet (A torony) című regénye. Mind a Bleikeplassen, mind a Tårnet a Huset i mørkret előtt íródott, de a német megszállás miatt később publikálták. 1949-ben jelent meg a Lykka for ferdesmenn (Vándorok boldogsága), Vesaas harmadik versgyűjteménye.
Signalet (A jel) című regénye 1950-ben jelent meg. A pályaudvaron játszódó regény középpontjában egy csoport ember áll, akik a távozó jelzésre várnak, de az soha nem fog eljönni. A könyvet szürrealizmusa, allegóriája és hangulata miatt Franz Kafka és Samuel Beckett műveihez hasonlónak minősítették. Vesaas harmadik novellagyűjteménye, a tizenhárom történetet tartalmazó Vindane (A szelek) 1952-ben jelent meg. A következő évben elnyerte a Velencei Triennálé díját a gyűjteményért. A Vårnatt (Tavaszi éjszaka), következő regénye 1954-ben jelent meg.
Két évvel később megjelent a Ver ny, vår drum (Maradjon új az álmunk); ez volt az utolsó verses gyűjtemény, amely Vesaas életében megjelent.

### Későbbi munkái (1957-1970)
Művei közül a leghíresebb az Is-slottet (Jégpalota), két lány története, akik mélységesen erős kapcsolatot építenek ki, és a Fuglane (Madarak), egy egyszerű gyermeki elméjű felnőtt története, aki gyengéd szíve révén. az empátia és a képzelet látnok vagy író szerepét viseli. 1963-ban a Jégpalota című művéért megkapta az Északi Tanács Irodalmi Díját.
Vesaas negyedik, egyben utolsó novellagyűjteménye, az Ein vakker dag (Egy szép nap) 1959-ben jelent meg. A gyűjtemény történetei elsősorban hétköznapi eseményekkel foglalkoznak. Utolsó előtti regénye, a Bruene (A hidak) 1968-ban jelent meg. Két évvel később jelent meg utolsó regénye, a Båten om Kvelden (Az esti csónak). A könyv lírai vázlatokból áll, amelyek Kenneth G. Chapman tudós szerint gyakran megszüntetik „a próza és a költészet közötti különbséget”.
Utolsó versgyűjteménye, a Liv ved straumen (Élet a patak mellett) posztumusz 1970-ben jelent meg. Általában a legjobb gyűjteményének tartják.

## Díjai
- 1943 – Gyldendals legat
- 1946 – Melsom-prisen
- 1957 – Doblougprisen
- 1964 – Nordisk råds litteraturpris
- 1967 – Bokhandlerprisen

## Művei

### Regények
- Menneskebonn (Az ember gyermekei, 1923)
- Sendemann Huskuld (Huskuld, a hírnök, 1924)
- Dei svarte hestane (A fekete lovak, 1928)
- Sandeltreet (A szandálfa, 1933)
- Kimen (A mag, 1940)
- Huset i mørkret (Ház a sötétben', 1945)
- Bleikeplassen (Fehérítő hely, 1946)
- Tårnet (A torony', 1948)
- Signalet (A jel, 1950)
- Vårnatt (Tavaszi éjszaka', 1954)
- Fuglane (Madarak, 1957)
- Brannen (Tűz, 1961)
- Is-slottet (A Jégpalota', 1963)
- Bruene (Hidak, 1966)
- Båten om Kvelden (Az esti csónak, 1968)

#### "Grinde Farm" sorozat
- Grindegard: Morgonen (Grinde Farm, 1925)
- Grinde‐kveld, eller Den gode engelen (Evening at Grinde, or The Good Angel, 1926)

#### "Klas Dyregodt" sorozat
- Fars reise (Father's Journey, 1930)
- Sigrid Stallbrokk (1931)
- Dei ukjende mennene (The Unknown Men, 1932)
- Hjarta høyrer sine heimlandstonar (The Heart Hears Its Native Music, 1938)

#### "A nagy ciklus" sorozat
- Det store spelet (The Great Cycle, 1934)
  - Translated by Elizabeth Rokkan (University of Wisconsin Press, 1967)
- Kvinnor ropar heim (Women Call Home, 1935)

### Költészet
- Kjeldene (The Springs, 1946)
- Leiken og lynet (The Game and the Lightning, 1947)
- Lykka for ferdesmenn (Wanderers' Happiness, 1949)
- Løynde eldars land (Land of Hidden Fires, 1953)
  - Translated by Fritz König and Jerry Crisp (Wayne State University Press, 1973)
- Ver ny, vår draum (May Our Dream Stay New, 1956)
- Liv ved straumen (Life by the Stream, 1970)

### Novellagyűjtemények
- Klokka i haugen (The Bell in the Mound, 1929)
- Leiret og hjulet (The Clay and the Wheel, 1936)
- Vindane (The Winds, 1952)
- Ein vakker dag (A Lovely Day, 1959)

### Színdarabok
- Guds bustader (God’s Abodes, 1925)
- Ultimatum (1934)
- Morgonvinden (Morning Wind, 1947)

### Magyarul megjelent
- A madarak (Fuglane) – Európa, Budapest, 1966 · Fordította: Dőri Tibor
- Huszadik századi skandináv novellák – Noran, Budapest, 2007 · ISBN 978-963-9716-16-2 · Szerkesztette: Szöllősi Adrienne · Fordította: Kúnos László & al (9. A macska)

## Fordítás
- Ez a szócikk részben vagy egészben  a   Tarjei Vesaas című angol Wikipédia-szócikk fordításán alapul.  Az eredeti cikk szerkesztőit annak laptörténete sorolja fel. Ez a jelzés csupán a megfogalmazás eredetét és a szerzői jogokat jelzi, nem szolgál a cikkben szereplő információk forrásmegjelöléseként.